# (6624) 1980 SG
A (6624) 1980 SG a Naprendszer kisbolygóövében található aszteroida. Zdenka Vávrová fedezte fel 1980. szeptember 16-án.